# 열에너지

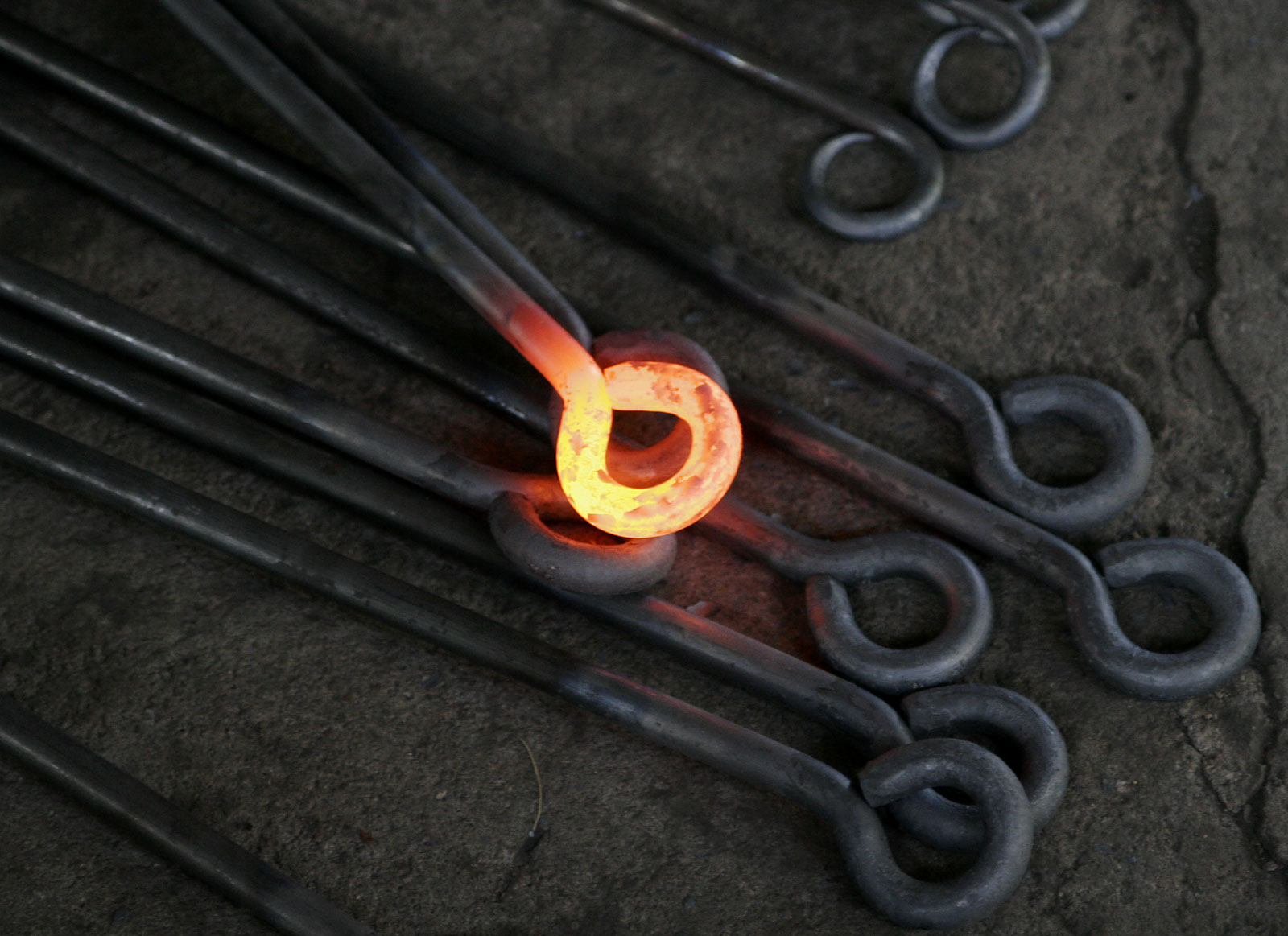

열역학에서 열에너지(thermal energy)는 온도 덕분에 시스템의 내부에 존재하는 에너지를 의미한다. 열역학적 평형 자유 입자의 시스템 (즉, 시스템의 중심 기준 프레임으로 측정)에 자유 입자가 지닌 병렬 운동 에너지는 입자 당 열에너지로 지칭될 수 있다. 미시적으로, 열에너지와 운동 에너지는 원자, 분자, 전자 또는 입자 일수 있는 시스템 구성 입자의 에너지를 모두 포함할 수 있다. 이것은 큰 입자의 유형에서 개별적으로 임의 또는 무질서한 움직임에서 비롯된다. 이상적인 단원자 기체에서, 열에너지는 전적으로 운동 에너지이다. 열과 열에너지는 엄연히 다른 것으로 열은 에너지의 전달방식이지만 열에너지는 에너지의 한 종류이다.

## 같이 보기
- 전열